# Gare de Chamousset
Gare de Chamousset vasútállomás Franciaországban, Chamousset településen.

## Vasútvonalak
Az állomást az alábbi vasútvonalak érintik:
- Culoz–Modane-vasútvonal

## Kapcsolódó állomások
A vasútállomáshoz az alábbi állomások vannak a legközelebb:
- Gare d’Aiguebelle
- Gare de Saint-Pierre-d'Albigny